# Sophia Brown
Sophia Brown, född 30 oktober 1991 i Northamption, är en brittisk skådespelare.
Brown har bland annat medverkat i TV-serierna Giri/Haji från 2019, The Witcher: Blood Origin från 2022 och Älska igen från 2023. Hon har även medverkat i filmen Dead Shot från 2023.

## Filmografi (i urval)
- 2019: Giri/Haji
- 2022: The Witcher: Blood Origin
- 2023: Dead Shot
- 2023: Älska igen
- 2024 – Hard Truths